# Straßenbahn Richmond (Virginia)

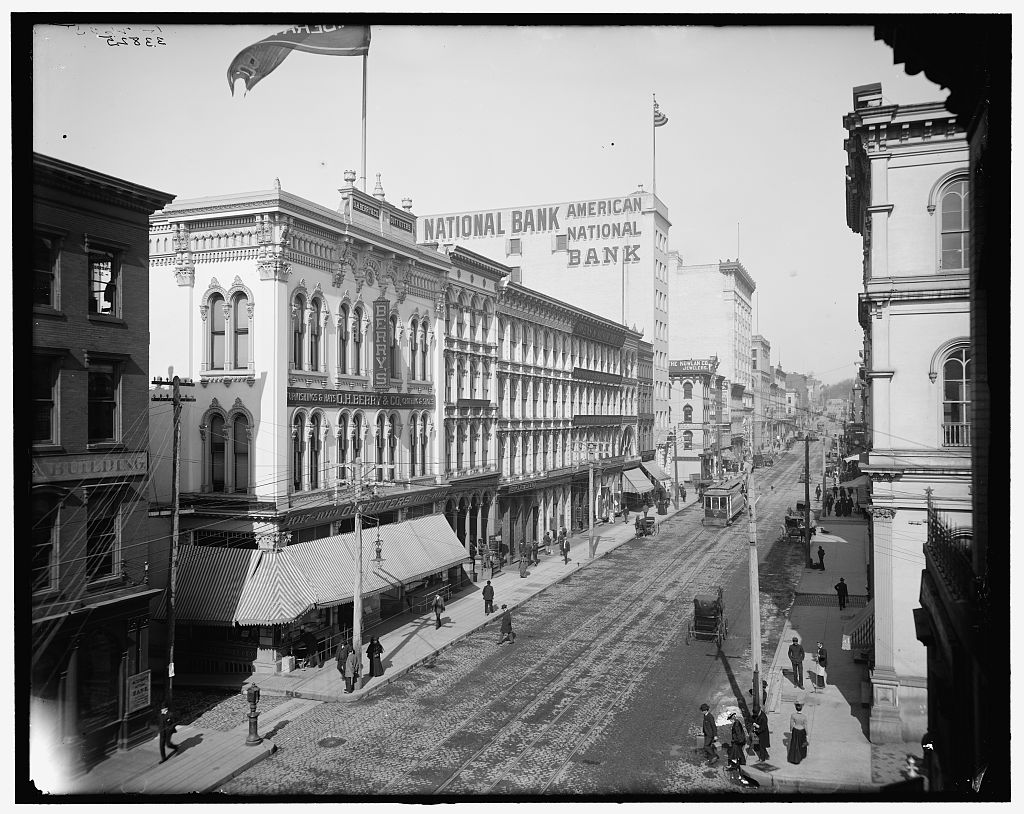
Main Street in Richmond 1905

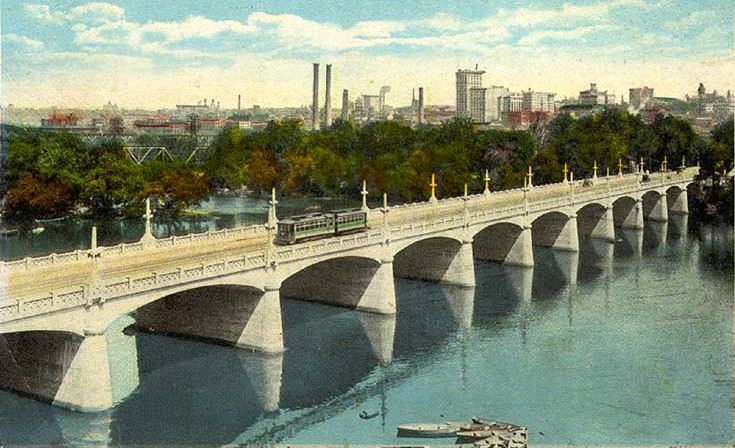
Brücke der 14th Street über den James River um 1917

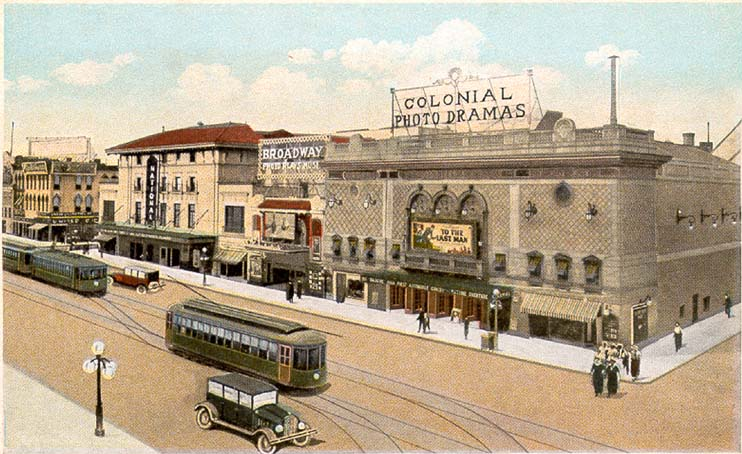
Theaterviertel in Richmond 1923

Eine der Straßenbahnen der amerikanischen Stadt Richmond (Virginia) leistete einen wichtigen Beitrag zur Geschichte des elektrischen Antriebs von Schienenfahrzeugen. Im Übrigen zeichnete sich die Geschichte der Richmonder Straßenbahnen durch eine Vielzahl von Parallelgründungen und Pleiten aus und endete mit einer feindlichen Übernahme.

## Pferdebahnen
George L. Earnest, der Gründer der ersten Pferdestraßenbahn in Richmond (Virginia) begann zunächst mit einem Omnibusdienst. Am 29. März 1860 erhielt er dann die Erlaubnis, Schienen zu verlegen. Noch im selben Jahr begann dann der Straßenbahnbetrieb auf Flachschienen.
Im Amerikanischen Bürgerkrieg wurden die Schienen 1863 herausgerissen. Es wird vermutet, dass das Metall zum Bau des zweiten Panzerschiffs der Konföderierten verwendet wurde.
1866 konnte der Straßenbahnbetrieb mit Pferden wieder aufgenommen werden. Zunehmend benutzten aber auch Dampflok-bespannte Züge die Gleise in den Straßen, bis dies 1875 von der Stadt verboten wurde. Immer mehr Gesellschaften richteten ihre Linien ein.

## Elektrische Straßenbahn
Zur Einrichtung eines elektrischen Betriebs wurde am 23. März 1887 die Richmond Union Passenger Railway Company gegründet. Die elektrische Ausrüstung erstellte Frank Julian Sprague. Mit seiner einpoligen Oberleitung und Stangenstromabnehmern schuf er die Grundlage zur weltweiten Verbreitung elektrischer Straßenbahnen als Nahverkehrsmittel. Der reguläre Verkehr der Elektrischen in Richmond begann im Januar 1888. In kürzester Zeit wurden auch in Richmond weitere elektrische Straßenbahnen von neu gegründeten Gesellschaften eingerichtet. Die am 2. März 1900 konzessionierte Richmond Passenger and Power Company fasste die bestehenden elektrischen Bahnen zusammen, aber schon ab 13. April 1900 gab es mit der Richmond Traction Company eine neue separate Gesellschaft.
1901 wurde auf städtischen Druck die letzte Pferdebahn geschlossen.
Nach weiteren Neugründungen und Pleiten fasste am 30. Juni 1909 die Virginia Railway and Power Company das Netz in Richmond zusammen. Außer Strecken in den Straßen gab es auch solche im Grünen und ein paar Viadukte.
Im Jahr 1945 kaufte dann die Virginia Transit Company das Straßenbahnnetz auf, um den öffentlichen Nahverkehr in kurzer Zeit auf Busse umzustellen.